# Мілан Шуфлай
Мілан Шуфлай (хорв. Milan pl. Šufflay, нім. Milan von Šufflay; нар. 8 листопада 1879, Лепоглава — пом. 18 лютого 1931, Загреб) — хорватський історик і політик, один із засновників албаністики, автор першого хорватського науково-фантастичного роману.
Бувши хорватським націоналістом, переслідувався у Королівстві Югославія, а його вбивство згодом набуло міжнародного розголосу.

## Життєпис

### Ранні роки
Народився у дрібній шляхетській сім'ї (звідси «pl.» (хорв. plemeniti «шляхетський») в імені як відповідник німецького «von») у Лепоглаві, що тоді входила до Королівства Хорватія і Славонія — складової частини Австро-Угорщини. Був наймолодшою дитиною (мав двох старших сестер, з якими все життя залишався тісно пов'язаним). Його батько Августин (1847-190?) був учителем, а його матір'ю була німкеня з Угорщини Франциска Велле фон Форгестерн (1847-1910). Їхній родинний герб було включено у збірник «Der Adel von Kroatien und Slawonien» («Шляхта Хорватії і Славонії», 1899) під іменем «Sufflay de Otrussevcz». Їхнє прізвище спочатку писалося «Sufflei» або «Schufflei», а їхнім маєтком було поселення Отрушевець (хорв. Otruševec) — нині в складі Самобора.
Закінчив гімназію в Загребі, після чого навчався в Загребському університеті, де здобув ступінь Ph.D з історії, захистивши дисертацію на тему: «Hrvatska i zadnja pregnuća istočne imperije pod žezlom triju Komnena (1075-1180)» (Хорватія і останні поривання східної імперії під скіпетром трьох Комнінів (1075-1180)). Був відмінником як у середній школі, так і в університеті. Ще студентом володів французькою, німецькою, італійською, англійською, всіма слов'янськими мовами, а також латиною, старогрецькою і середньогрецькою. У пізнішому віці вивчив новогрецьку, албанську, іврит і санскрит. Хорватський історик і політик Тадія Смічиклас вважав Шуфлая своїм найобдарованішим студентом і взяв його своїм помічником при редагуванні «Codex diplomaticus» Хорватської академії наук і мистецтв.
Займався історією Балкан і як історик був переконаний, що історію хорватів можна належним чином дослідити тільки під цим кутом зору. Його переконання зіштовхнулися з панівною тоді думкою хорватських істориків про те, що хорвати були представниками Заходу, який протиставлявся Балканам.
Досліджував середньовічну історію Хорватії та історію Албанії, за що і зажив світової слави. Угорський історик Лайош Талоці, визнаючи Шуфлая як великого генія, яким би пишалася Угорщина, взяв його на роботу у Будапешт, де Шуфлай працював у Національному музеї за невеличку платню. 
Не зваживши на пропозицію ради університету, бан Павал Раух призначив його в 1908 р. професором університету в Загребі. Проте, коли в 1910 році баном став його далекий родич і ворог Нікола Томашич, Шуфлаю довелося покинути університет. На початку 1915 року його призвали, хоча університетські професори були звільнені від обов'язку військової служби. Незабаром його комісували через хворобу. Тоді ж він написав свої найважливіші твори.

### Політична діяльність
У новоутвореній державі — Королівстві сербів, хорватів і словенців його заарештували за державну зраду і звинуватили у шпигунстві на користь іноземної держави разом з іншим хорватським істориком Іво Піларом. Їхнім адвокатом був Анте Павелич, на той час керівник Партії права і соратник Шуфлая. Останній був засуджений на три роки і шість місяців позбавлення волі. Реакція на вирок була сильнішою за кордоном, ніж у Хорватії, оскільки колеги-науковці з багатьох країн намагалися домогтися його звільнення, але безуспішно. Він відбував покарання у в'язниці містечка Сремська Митровиця. Після відбуття більш ніж половини строку його було випущено з в'язниці в 1922 році, після чого він повернувся до своєї наукової роботи.
1924 року Шуфлай написав свій перший науково-фантастичний роман «На Тихому океані в 2255», який вважається першим хорватським науково-фантастичним романом.
У тому ж 1924 році Шуфлай ввійшов до складу керівництва Чистої партії права — правої хорватської політичної партії, взірцем для якої служила діяльність палкого націоналіста Йосипа Франка. Ця партія, як повідомлялося, зуміла вибороти не більше, ніж кілька місць у 300-місному законодавчому органі країни.
1928 року, коли в югославському парламенті було застрелено Степана Радича — за рік до того, як король Олександр I встановить свою диктатуру — Шуфлай написав збірку есеїв «Hrvatska u svijetlu svjetske historije i politike» (Хорватія у світлі світової історії і політики), де зазначав, що хорватський народ страждає від югославської диктатури і що йому потрібно здобути волю. Він твердив, що межа між Західною і Східною цивілізаціями пролягає по річці Дрина, це «той рокований рубіж по річці Дрина, по якому могутня Римська імперія тріснула на двоє ... межа як духовна, так і культурна»:
|  | «Хорватський народ пройшов через римсько-західне горнило, а сербський через візантійсько-турецьке. Тому психіка цих двох народів істотно відрізняється, навіть якщо мови схожі. Об'єднання цих двох народів означатиме усереднення і ретельне обмежування. Централізувати тут означало б зробити Хорватію піддослідним кроликом для експериментів із вівісекції. Це моя теза про те, що хорватська нація, як громадянин великої імперії західної цивілізації, має право піднімати свій голос проти будь-якого гноблення. Ті, хто знає історію, знають, що югославська ідея не має ніякої динаміки. Це ніщо у порівнянні з могутньою хорватською ідеєю. У Хорватії югославська ідея являє собою уламок корабля на мілині, під яким кипить хорватський національний вулкан; необхідно тільки легенький поштовх, щоб він вивергнувся. Як філософові, як неупередженому хорватові мені особисто все одно, чи я сиджу закований у ланцюги в суді, чи у якійсь виправній установі або чи вийду я на облудну свободу, яка приховує більшу неволю, в якій – на щастя, тільки тимчасово – знемагає хорватський народ!» |

Ідея Шуфлая про розмежування по річці Дрина пізніше справила вплив на великохорватський іредентизм.
У 1928 році його призначили професором Будапештського університету, але він не зміг влаштуватися на цю роботу через відсутність у нього паспорту.
На прохання албанського уряду і Академії наук у Відні, він продовжив роботу Їречека і Талоці, редагуючи 3-й том архівного збірника «Codex albanicus». 1931 року він, нарешті, одержав паспорт і виїхав в Албанію, щоб підписати контракт на роботу над збірником документів «Acta Albaniae».

## Вбивство
Члени прорежимної організації «Млада Югославія», що перебувала під королівським захистом, напали на Шуфлая із засідки на порозі його дому в Загребі і проломили йому череп молотком, що спричинило його смерть. Потім вони увірвалися в його квартиру і забрали рукопис третьої книги «Codex albanicus». Розслідування вбивства ніхто не проводив. Влада заперечувала свій зв'язок з нападниками, але заборонила будь-які заходи, пов'язані з похороном Шуфлая.
На знак протесту проти вбивства Мілана Шуфлая Альберт Ейнштейн і Генріх Манн надіслали листа до Міжнародної ліги прав людини, що у Парижі, закликаючи світову культурну громадськість засудити цей злочин і захистити хорватських учених від югославського режиму.
Звернення було адресовано паризькій Лізі прав людини (Ligue des droits de l'homme) і потрапило на перші шпальти «Нью-Йорк Таймс» від 6 травня 1931 р.
У ньому у причетності до злочину звинувачувався король.
Проте це не відвернуло подальші політичні вбивства хорватів у Югославії. Між тим, одним з убивць Шуфлая назвали якогось Ніколу Юкича, що суперечило висновкам місцевого розслідування, з яких випливало, що того вбивцю звали Бранко Цвергер.
У червні 1940 р. у Бановині Хорватія вдалося розпочати судовий процес проти вбивць Шуфлая. Ними виявилися агенти югославської поліції Белошевич і Цвергер, які втекли у Белград, а організував убивство, як установили на суді, начальник югославської поліції в Загребі. Всі подальші спроби Бановини Хорватії домогтися їхньої екстрадиції успіху не мали. Між тим, Бранка Цвергера було засуджено на довічне ув'язнення. 
У часи фашистської Незалежної Держави Хорватія процес поновили і Цвергера стратили у в'язниці рідного міста Шуфлая Лепоглава.

## Доробок
- Hrvatska i zadnja pregnuća istočne imperije pod žezlom triju Komnena (1901)
- Die Dalmatinische Privaturkunde (Далматинські приватні акти, 1904)
- Acta et diplomata res Albaniae mediae aetatis illustrantia («Дипломатичні та інші документи щодо середньовічної Албанії», з Їречеком і Талоці, Відень, перша книга в 1913 році, друга книга в 1918)
- Kostadin Balšić (1392-1401): historijski roman u 3 dijela («Костадин Балшич (1392-1401): історичний роман у трьох частинах», 1920)
- Srbi i Arbanasi («Серби і албанці», 1925)
- Na Pacifiku god. 2255.: metagenetički roman u četiri knjige («На Тихому океані в 2255»: метагенетичний роман у чотирьох книгах, вперше надрукований у вигляді книги в 1998)
- Hrvatska u svijetlu svjetske historije i politike : dvanaest eseja («Хорватія у світлі світової історії і політики: дванадцять есеїв», 1928, передруковано в 1999)
- Hrvati u sredovječnom svjetskom viru («Хорвати у глобальній середньовічній круговерті», 1931)
- Izabrani eseji, prikazi i članci (Вибрані нариси, критичні зауваження і статті, 1999)
- Izabrani eseji, rasprave, prikazi, članci i korespondencija (Вибрані нариси, розвідки, критичні зауваження, статті та листування, 1999)
- Izabrani politički spisi (Вибрані політичні твори, опубліковані в серії Stoljeća hrvatske književnosti, 2000)